# 아임 쏘리 강남구
《아임 쏘리 강남구》는 2016년 12월 19일부터 이듬해 6월 9일까지 방영되었던 SBS 아침연속극이었다.

## 기획 의도
가난한 고아에서 하루아침에 재벌 2세가 됐지만, 야망을 위해 잘못된 선택을 하는 한 남자의 뼈아픈 대가와 그로 인해 아들까지 잃게 된 한 여자의 가슴 시린 절규, 사랑과 가족을 위해 화려한 미래를 포기하는 또 다른 남자의 순수한 사랑을 그린 드라마

## 등장인물

### 주요 인물
- 김민서(정모아 / 강남실) : (기억상실 때 쓴 이름) (아역 : 이도연 티모그룹 전 며느리이자 강남구의 연인.
- 박선호(강남구 / 신민준) : (아역 : 송민재) 본명 신민준으로, 티모그룹 외동아들이자 정모아의 연인. → 티모그룹 회장.
- 이인(박도훈) : (아역 : 이건하) 티모그룹 가짜 아들. 정모아의 전남편이자 차영화의 남편.
- 나야(차영화) : 차의원의 딸이자 도훈의 후처.
- 김주리(신희주) : 티모그룹 외동딸이자 남구의 친동생.

### 모아의 가족
- 이응경(정숙자) : 모아, 모혁 고모.
- 이승형(공만수) : 모아, 모혁 고모부.
- 함형기(정모혁) : (아역 : 김수현) 모아의 동생이자 희주의 연인.
- 이주실(이꽃님) : 만수, 천수의 모이자 숙자의 시어머니.
- 조연우(공천수) : 만수 동생이자 남희의 연인.
- 손화령(공신애) : 만수&숙자의 딸.
- 최정후(박재민) : 도훈과 모아 사이의 아들. → 뇌출혈로 사망.

### 남구의 가족
- 황미선(김수복) : 남구 모
- 허영란(강남희) : 남구 누나.

### 티모그룹
- 현석(신태학) : 티모그룹 회장이자 강남구의 친아버지.
- 차화연(홍명숙) : 티모그룹 안주인이자 예흥갤러리 관장. 강남구의 친어머니. 자신의 눈에 차지 않는 며느리 모아를 모함, 괴롭힘. → 자수 후 수감.
- 이창훈(신태진) : 티모그룹 전무이사이자 강남구의 삼촌. → 지병으로 사망.

### 그 외 인물
- 차엽(김종대) : 강남구 절친.
- 이은채(이주희)
- 오나미(윤주)
- 김동균(마동균)
- 구혜령(가정부)
- 김광인(조상현)
- 장지혜(영어강사)
- 김혜란(간호사)
- 김준혁, 임한빈, 백승준(꼬마 도련님)
- 김신(최 비서)
- 임유성(신우식) : 신태진 아들
- 홍서준(검사)
- 김호창(오대리)
- 윤지욱(양재현)
- 서왕석, 미석(오마담 )
- 이창(용태)
- 김익태(전태규)
- 정재은(민 여사)
- 장가현(오마담)
- 정현석(신회장 비서)
- 정수인(갤러리 직원)
- 홍승범(의사)
- 박지현(윤 비서)
- 신현아(임산부)
- 박주용, 김광섭, 이정성, 윤종원, 정민지, 정수인, 이달

### 특별 출연
- 이한위(박동진)
- 방은희(홈쇼핑 모델)
- 이연경(쇼호스트)
- 박정우(박 변호사)

## 참고 사항
- 박선호는 MBC 일일 드라마 다시 시작해 종영 이후 1달 만에 120부작의 장편 드라마의 주연으로 출연한다.
- 이인은 TV소설 은희 이후 안홍란 작가와 2년 11개월 만에 재회한다.

## 결방
- 1월 9일 : SBS 토너먼트 오브 챔피언스 FR 중계방송으로 인해 결방[1]
- 1월 27일 : <TV 동물농장 스페셜- 고고 와일드 애니멀> 편성으로 인해 결방
- 3월 21일 : SBS 뉴스특보 방송으로 인해 결방
- 3월 23일 : SBS 뉴스특보 방송으로 인해 결방
- 5월 10일 : <2017 대한민국 새로운 시작> 편성으로 인해 결방
- 5월 23일 : SBS 뉴스특보 방송으로 인해 결방[2]

## 수상 및 후보
| 연도 | 시상식       | 부문                                   | 수상자 | 결과 |
| ---- | ------------ | -------------------------------------- | ------ | ---- |
| 2017 | SBS 연기대상 | 일일 & 주말드라마 부문 여자 우수연기상 | 김민서 | 후보 |